# Nicolae Ghiță
Nicolae Ghiță (ur. 16 listopada 1967 w Tărtășești) – rumuński zapaśnik walczący w stylu wolnym. Czterokrotny olimpijczyk. Czwarty w Barcelonie 1992, trzynasty w Atlancie 1996, ósmy w Sydney 2000 i dziewiąty w Atenach 2004. Startował w kategorii 82–85 kg.
Ośmiokrotny uczestnik mistrzostw świata, czwarty w 1994. Zdobył srebrny medal na mistrzostwach Europy w 1997. Mistrz igrzysk frankofońskich w 1994 roku.
- Turniej w Barcelonie 1992 – 82 kg

Pokonał Roberto Nevesa Filho z Brazylii, Alcide Legranda z Francji i w pojedynku o siódmą lokatę Francisco Iglesiasa z Hiszpanii. Przegrał z Jozefem Lohyną z Czechosłowacji i Hansem Gstöttnerem z Niemiec.
- Turniej w Atlancie 1996 – 82 kg

Zwyciężył Orlando Rosę z Portoryko a przegrał z Hidekazu Yokoyamą z Japonii i Azerem Mogamedem Ibragimowem.
- Turniej w Sydney 2000 – 85 kg

Zwyciężył Iworyjczyka Vincenta Aka-Akesse i przegrał z Wegrem Gáborem Kapuvárim i Amirem Rezą Chademem z Iranu.
- Turniej w Atenach 2004 – 84 kg

Wygrał z Matarem Sène z Senegalu i przegrał z Szamilem Alijewem z Tadżykistanu i Sażydem Sażydowem z Rosji.